# チャン・ヴァン・チャ
チャン・ヴァン・チャ（ベトナム語: Trần Văn Trà, 漢字: 陳文茶, 1919年 – 1996年4月20日）はベトナムの軍人。ベトナム戦争中は南ベトナム解放軍司令官、ホーチミン作戦副司令官、戦後は国防次官を務めた。ベトナム共産党中央委員。最終階級は上将。

## 経歴
チャン・ヴァン・チャは1919年、クアンガイ省ソンティン県ティンロン社に生まれ、後にサイゴンに移り住んだ。実名はグエン・チャン（Nguyễn Chấn）。また、Tư Chi、Tư Nguyễn、Ba Trà の別名を持っていた。農家の出身で、幼少期はクアンガイの小学校に学び、まだフエの技術訓練学校で学んでいた1936年、フエ民主青年団に参加している。1938年8月にインドシナ共産党に加入した。その後、フランス植民地当局による2度の逮捕投獄を経験する。

### 南部における軍事指導
八月革命の後、南部ベトミンの支部委員を務める。インドシナ戦争勃発時、彼は南部において軍事工作に参加し、第14支隊（連隊相当）支隊長、南部委員会地区第8区区長（1946年-1948年）、サイゴン・チョロン地区司令兼政治委員、第7区司令（1949年-1950年）、南ベトナム司令部副司令、南ベトナム東部分区司令（1951年-1954年）を歴任した。
1954年の休戦協定により、ベトミン軍が北部に集結することになると、1955年に彼も北ベトナムに移動した。その後は、ベトナム人民軍副総参謀長（1955年-1958年）、軍事訓練総局副主任（1958年）、軍政学院校長、中央軍事裁判所長（1961年）を歴任。1959年に中将の階級を授与された。1960年、ベトナム労働党第3回党大会において、党中央委員候補に選出される。1961年1月23日、第3期党中央委員会第3回総会において党中央軍事委員会委員に任命。

### ベトナム戦争期
1963年、彼は選任されて南ベトナムに潜入し、ベトコンの軍事部門・南ベトナム解放軍司令官（1963年-1967年、1973年-1975年）、南ベトナム解放軍副司令官（1968年-1972年）、南ベトナム解放軍軍事委員会副書記を務めた。
1973年のパリ協定後は、サイゴンの4者合同軍事委員会において南ベトナム共和国臨時革命政府軍事代表団長を務めた。1974年4月、上将に昇格。
ベトナム戦争末期の1975年4月8日、彼はホーチミン作戦指揮部副司令官に任命され、サイゴン総攻撃を前線指揮した。1975年4月30日のサイゴン陥落直後、サイゴン＝ジャディン地区軍事管理委員会議長に任命され、サイゴンの軍政を担当した。

### 戦争終結後
南北ベトナム統一後も南部にとどまり、1976からはホーチミン市（旧サイゴン市）周辺を管轄する第7軍区司令官兼政治委員を務めた。1976年のベトナム共産党第4回党大会において党中央委員に選出。同年、第6期国会議員に選ばれる。隣国カンボジアのポル・ポト政権による越境攻撃に際し、独断で報復攻撃を準備したことを中央に咎められて失脚し、1978年に国防次官に棚上げされた。1981年、国会議員を退任。1982年、第5回党大会において党中央委員から外され、同年に国防次官も解任された。
引退の後、彼は回想録を書くこと集中し、また多くの社会活動に参加した。1982年、彼は著書『30年戦争の終結』を出版し、その本の中で彼は、テト攻勢における総攻撃に際し、自軍の能力を過大評価し、アメリカ軍及び旧南ベトナム軍の能力を過小評価し、多くの共産党指導者が主観的判断を下したと記している。本は非正統的とみなされた観点ゆえに発禁処分となり回収された。
1980年代後半には南部における非官製組織「旧抗戦クラブ」の上級顧問として参加し、共産党への批判を強めた。しかし、1990年3月に官製組織「ベトナム退役軍人会」の南部指導者に任命されている。さらに1992年11月には退役軍人会第1回全国代表大会において、同中央執行委員会副主席に選出された。
1996年4月20日、ホーチミン市において死去した。

## 著書
彼は一軍人としてのみならず、執筆家として数冊の本を書いている。
- Những chặng đường lịch sử của "B2-thành đồng", tập 5, Kết thúc cuộc chiến tranh 30 năm, 1982（『鋼鉄のB2戦区の歩み・第5巻・30年戦争の終結』）
- Những chặng đường lịch sử của "B2-thành đồng", tập 1, hòa bình hay chiến tranh, 1992（『鋼鉄のB2戦区の歩み・第1巻・平和か戦争か』）
- Gởi người đang sống, 1996
- Mùa thu lịch sử, 1996
- Cảm nhận về xuân Mậu Thân 1968, 1998

## 顕彰
ホーチミン勲章、一等及び三等軍功勲章、一等戦勝勲章を授与された。
また、ホーチミン市7区フーミーフン都市区の通りの一つには、彼の名前が冠されている。

## 家庭
南ベトナム軍法委員会議長を務めたレ・ディン・チ弁護士（1912年-1949年）の娘で、ホーチミン市パスツール研究所 (Viện Pasteur TP.HCM) の元副所長、レ・チ・トア生化学博士とともに家庭を築いた。